# Umbrelă

Componentele unei umbrele

Umbrela este un obiect folosit pentru apărarea împotriva ploii sau a razelor solare.
Cuvântul umbrelă provine din latinescul umbra (umbră) (cuvântul din latină provenind la rândul său din greaca veche, ómbros [όμβρος].)